# بيج ديفيس
بيج ديفيس (بالإنجليزية: Paige Davis)‏ هي ممثلة أمريكية، ولدت في 15 أكتوبر 1969 في فيلادلفيا في الولايات المتحدة.

## أعمال

### مسلسلات
- المنزل والعائلة

## وصلات خارجية
- بيج ديفيس على موقع IMDb (الإنجليزية)
- بيج ديفيس على موقع أول موفي (الإنجليزية)
- بيج ديفيس على موقع قاعدة بيانات برودواي على الإنترنت (الإنجليزية)
- بيج ديفيس على موقع إن إن دي بي (الإنجليزية)
- بيج ديفيس على موقع قاعدة بيانات الفيلم (الإنجليزية)